# Mudéjar
Mudéjar (španska izgovarjava: [muˈðexaɾ], portugalska izgovorjava: [muˈðɛʒaɾ]; katalonsko mudèjar izgovorjava [muˈðɛʒəɾ]; arabsko مدجن, latinizirano: mudajjan, dob. 'podjarmljen, ukročen, udomačen') je španski dekorativni slog, iz mavrskih, gotskih in kasneje renesančnih oblik. Slog Iberske arhitekture in dekoracije, predvsem v Aragoniji in Kastiliji, od 12. do 16. stoletja, na katerega je močno vplival mavrski okus in izdelava.
Je pa tudi ime za posamezne Mavre ali muslimane v Al Andaluz, ki so ostali v Iberiji po krščanski rekonkvisti, vendar se niso spreobrnili v krščanstvo, za razliko od Moriscov, ki so se spreobrnili.

## Mudéjar slog
Pri postavljanju romanskih, gotskih in renesančnih stavb so gradbeniki uporabljali elemente islamske umetnosti in pogosto dosegali presenetljive rezultate. Njen vpliv je preživel do 17. stoletja.
Slog Mudéjar, simbioza tehnik in načinov razumevanja arhitekture, ki izhaja iz muslimanske in krščanske kulture, ki sta živela drug ob drugem, se je pojavil kot arhitekturni slog v 12. stoletju na Iberskem polotoku. Zanj je značilna uporaba opeke kot glavni material. Mudéjar ne vključuje ustvarjanja novih oblik in struktur (za razliko od gotike ali romanike), ampak reinterpretacijo zahodnih kulturnih slogov z islamskim vplivom. Na Mudéjar umetnost je vplivala starodavna arabska pisava, Kufic in Naskhi, ki sledi ponavljajočim se ritmičnim vzorcem.
Prevladujoči geometrijski liki, izrazito islamski, so se vidno pojavili v opremi obrti z uporabo cenejših materialov: izdelava ploščic, opek, lesena rezbarija, rezbarija na omet in okrasne kovine. K poživitvi ravne površine stene in tal, je Mudéjar slog razvil zapletene vzorce polaganja ploščic, ki niso nikoli bili preseženi v prefinjenosti. Tudi potem, ko muslimani niso več vplivali na arhitekturo, je ostalo veliko njihovih elementov v španski arhitekturi, kar ji daje značilen videz. Izraz Mudéjar slog je prvič uporabil leta 1859 José Amador de los Rios,  andaluzijski zgodovinar in arheolog.
Zgodovinarji se strinjajo, da se je slog Mudéjar razvil v Sahagúnu, Leon, kot prilagajanje arhitekturnih in okrasnih motivov (zlasti prek dekoracije s štukaturami in opeko). Mudéjar se je razširil na preostali del Kraljevine León, Toledo, Ávila, Segovio, itd, in povzročil, kar je bilo imenovano opečni romanski slog. Centre Mudéjar umetnosti najdemo tudi v drugih mestih kot so Toro, Cuéllar Arévalo in Madrigal de las Altas Torres.
Slog je postal najbolj razvit predvsem v Aragoniji, zlasti v Teruelu (čeprav tudi v Zaragozi, Utebo, Tauste, Daroca, Calatayud, itd). V 13., 14. in 15. stoletju so bili zgrajeni mnogi stolpi v Mudéjar slogu v mestu Teruel in spremenili izgled mesta. To razlikovanje se je ohranilo do danes. Mudéjar se je zlil z nastajajočim gotskim slogom, muslimanski vplivi pa so bili integrirani že v pozni romaniki. Še posebej fin primer Mudéjar je Casa de Pilatos, zgrajena v začetku 16. stoletja v Sevilji. Sevilja ima številne druge primere Mudejar sloga. Seviljski  Alcázar velja za enega od največjih ohranjenih primerov sloga. Alcázar izraža tako gotski in renesančni slog, kot tudi Mudéjar. Prvotno je bil zgrajen kot mavrska utrdba. Pedro Kastiljski je nadaljeval islamski arhitekturni slog, ko jo je palačo razširil. Župnijska cerkev Santa Catalina, je bila zgrajena v 14. stoletju, preko stare mošeje.

### Španija
Islamska osvojitev Španije, ki se je začela leta 711, je začela združevanje gotike in islamske umetnosti. Zgodovinarji trdijo, da se je španska Reconquesta začela (718-722) z bitko pri Covadongi. V času španske Reconqueste, so kristjani vadili strpnost in dovolili Mavrom ostati v Španiji. Španija je bila središče Mudéjar sloga. Mudéjar umetnost je izključna v Španiji zaradi edinstvene konvergence arabske in evropske kulture. Padec Granade med špansko Reconquesto je zaznamoval konec islamske vladavine v Španiji. Zaznamoval je tudi upad vpliva Mudéjar in upočasnila razvoj Mudéjar umetnosti.

### Portugalska
Portugalska ima tudi primere Mudéjar umetnosti in arhitekture, čeprav jih je manj in je dekoracija enostavnejša kot v sosednji Španiji. Mudéjar opečno arhitekturo najdemo le v apsidi cerkve Castro de Avelãs, v bližini Braganza, podobno prototipni cerkvi Sahagún v Leónu. Hibridni gotski Mudéjar slog se je razvil tudi v pokrajini Alentejo na jugu Portugalske med 15. in 16. stoletjem, kjer prihaja do prekrivanja s slogom Manueline. Okna kraljeve palače in palače grofov Basto v Évori so dobri primeri tega sloga. Dekorativno umetnost, navdahnjeno z Mudéjar najdemo tudi v vzorcih ploščic cerkev in palač, kot so ploščice iz 16. stoletja, uvožene iz Sevilje, ki krasijo Kraljevo palačo v Sintri. Mudéjar lesene stropove najdemo v cerkvah v Sintri, Caminha, Funchalu, Lizboni in nekaterih drugih mestih.

### Latinska Amerika
Latinska Amerika ima tudi primere Mudéjar umetnosti in arhitekture, na primer v Coro, kraj svetovne dediščine v Venezueli. Drug primer sloga v Latinski Ameriki je samostan San Francisco v Limi, Peru.

## Neo-Mudéjar arhitektura
Neo-Mudéjar je vrsta mavrske Revival arhitekture. V Španiji se je to arhitekturno gibanje pojavilo kot oživljanje sloga Mudéjar. Pokazalo se je v poznem 19. stoletju v Madridu, in kmalu razširilo na druge regije v državi. Arhitekti kot je Emilio Rodríguez Ayuso, so zaznali Mudejar umetnost kot značilno in izključno španski slog. Začeli so graditi stavbe z uporabo nekaterih funkcij v starem slogu, kot podkvasti oboki, arabeskno polaganje ploščic in uporaba abstraktnih oblik opeke z ornamenti za fasade.

## Galerija
- Tower of El Salvador. Teruel
- Alcázar, Sevilja
- Mudéjar grad La Mota v Medina del Campo, Valladolid
- Gotski-Mudéjar križni hodnik v samostanu Sant Jeroni de Cotalba, v Alfauiru, (Valencija)
- Mudejar arhitektura je često kombinirana z drugimi slogi, kot gotsko: La Seo, Zaragoza
- La Seo – zid Parroquieta
- Stolnica La Seo v Zaragozi
- Kraljevi samostan Santa Clara v Tordesillas, značilen artesonado strop
- Mudejar v Segovii: San Esteban, Cuéllar
- Mudéjar križni hodnik v Miracles, Santa María de Guadalupe.
- Cerkev San Marcos, Sevilja
- Stolp San Martín, Teruel
- Cerkev San Andrés, Calatayud
- Lesen mudéjar strop kapele v Kraljevi palači Sintra, (Portugalska)
- Mudéjar stolp kapele Immaculate Conception,  Cali, Kolumbija
- Mudejar strop stolnice Teruel